# Towles Glacier
Towles Glacier är en glaciär i Antarktis. Den ligger i Östantarktis. Nya Zeeland gör anspråk på området. Towles Glacier ligger 296 meter över havet.
Terrängen runt Towles Glacier är varierad. Trakten är obefolkad. Det finns inga samhällen i närheten.